# Etheostoma rubrum
The bayou darter (Etheostoma rubrum) là một loài cá thuộc họ Percidae. Nó là loài đặc hữu của Hoa Kỳ.